# Kluczi (rejon suksuński)
Kluczi (ros. Ключи) – wieś (sieło) w Rosji, w Kraju Permskim, w rejonie suksuńskim. W 2010 liczyła 1671 mieszkańców.